# Eschenmoos
Koordinaten: 47° 48′ 47″ N, 8° 6′ 24,5″ O
Das Gebiet Eschenmoos ist ein mit Verordnung vom 20. Mai 2003 durch die Körperschaftsforstdirektion Freiburg ausgewiesener Schonwald (Schutzgebiet-Nummer 200018) in Baden-Württemberg.

## Lage
Das Schutzgebiet befindet sich zwischen den Gemeinden Schluchsee und Bernau im Schwarzwald. Es liegt im Staatswald Breisgau-Hochschwarzwald auf dem Flurstück 085640-000-02188/000 (z. T.) Gemarkung Schluchsee und umfasst die Abteilung 42 im Distrikt 1.
Der Schonwald liegt vollständig im Landschaftsschutzgebiet Feldberg-Schluchsee und er ist Teil des Vogelschutzgebiets Südschwarzwald.

## Vegetation
Im Schonwald kommen laut Waldbiotopkartierung die folgenden Pflanzen vor:
Berg-Ahorn, Rippenfarn, Drahtschmiele, Großblütiger Fingerhut, Roter Fingerhut, Echter Wurmfarn, Wald-Schachtelhalm, Rotbuche, Binsen, Wald-Hainsimse, Wald-Sauerklee, Gemeine Fichte, Blutwurz, Hain-Greiskraut, Vogelbeere, Heidelbeere, Rauschbeere, Echter Ehrenpreis.

## Schutzzweck
Der Schutzzweck des Schonwalds ist gemäß Schutzgebietsverordnung
- die langfristige Erhaltung und Verjüngung des strukturreichen, autochthonen Fichtenbestandes (Bazzanio-Piceetum).

## Betreuung
Wissenschaftlich betreut wird der Schonwald durch die Forstliche Versuchs- und Forschungsanstalt Baden-Württemberg (BVA).